# Joseph Reicha
Joseph Reicha (auch Josef Rejcha) (* 13. März 1752 in Chudenice, Böhmen; † 5. März 1795 in Bonn) war ein böhmischer Cellist und Komponist. Er war der Onkel von Anton Reicha und dessen Lehrer.

## Leben
Reicha sang als Knabe im Chor der Prager Kreuzherrenkirche. In Prag erhielt er auch eine Ausbildung am Violoncello, Klavier und der Orgel. 1774 trat er als erster Cellist in die Hofkapelle des Fürsten Krafft Ernst von Oettingen-Wallerstein ein, wo er ab etwa 1780 Kapellmeister war. Mit dem Violinvirtuosen Anton Janitsch ging Reicha zwischen 1776 und 1779 auf eine Konzertreise durch die deutschen Staaten. Im Januar 1778 spielte Reicha bei einem Besuch in Salzburg gemeinsam mit Maria Anna Mozart in Anwesenheit des Komponisten und seines Vaters das Divertimento zum Klaviertrio B-Dur, KV 254 von Wolfgang Amadeus Mozart, worauf er eine Einladung zu Mozarts 22. Geburtstag erhielt.
1781 nahm er seinen Neffen Anton Reicha auf und unterrichtete ihn selbst. 1785 wurde er Direktor und Konzertmeister der Kurfürstlichen Hofkapelle des Kölner Kurfürsten Maximilian Franz von Österreich. Gemeinsam mit seinem Neffen Anton übersiedelte er deshalb von Wallerstein nach Bonn. Unter seiner Leitung spielten sein Neffe Anton Reicha und Ludwig van Beethoven in der Kurfürstlichen Hofkapelle. 1789 übernahm er auch die Leitung des Orchesters der neuen Bonner Hofoper. Anfang der 1790er Jahre erkrankte er schwer an der Gicht und verstarb 1795 in Bonn.
Er war ab 1779 mit Lucie Certelet aus Metz († 1801) verheiratet.

## Werke
- mehrere Harmoniemusiken, genannt Parthia, für 6-10 Bläser
- Cellokonzerte E-Dur, Es-Dur, G-Dur, f-Moll
- Duos für Violine und Cello
- Konzert für zwei Hörner E-Dur op. 5
- Violinenkonzert
- Konzerte für Flöte in F-Dur, B-Dur (auch als Oboenkonzert)
- mindestens 3 Sinfonien (zwei in D-Dur gedruckt)